# Nanocladius minimus
Nanocladius minimus är en tvåvingeart som beskrevs av Ole Anton Saether 1977. Nanocladius minimus ingår i släktet Nanocladius och familjen fjädermyggor.
Artens utbredningsområde är South Carolina. Inga underarter finns listade i Catalogue of Life.